# ブクス語
ブクス語（ブクスご、ブクス語: Lubukusu、英: Bukusu dialect）はマサバ語の方言である。話者はケニア西部に居住するルヒヤ族系のブクス族の人々である。

## 言語名別称
- バクス語
- Lubukusu